# TTC Langweid
TTC Langweid ist ein Verein der deutschen Damen-Tischtennis-Bundesliga aus Langweid am Lech. Seit dem Wiederaufstieg in die höchste deutsche Spielklasse 1992 gewann das Team zahlreiche Titel, darunter achtmal die deutsche Meisterschaft, dreimal den Europapokal der Landesmeister und dreimal den ETTU-Pokal.

## Geschichte
Vor der Ausgliederung der Tischtennisabteilung im Jahr 2002 war der Verein als FC Langweid bekannt.
Dieser FC Langweid wurde 1930 als reiner Fußballverein gegründet, der sich in den 1960er Jahren zu einem Breitensportverein mit weiteren Sportarten weiterentwickelte. 1968 entstand die Tischtennisabteilung, Abteilungsleiter war Gert Jungbauer (bis 2016). Der größte Erfolg der Herren war das Erreichen der 2. Bundesliga. Die Damen schafften 1981 den Aufstieg in die 2. und 1988 in die 1. Bundesliga. Nach zwei Jahren erfolgte der Abstieg, 1992/93 kehrte das Team in die 1. Bundesliga zurück. Geprägt wurde der Damenbereich durch die Ungarin Csilla Bátorfi, die sich 1992 dem Verein anschloss und bis zu ihrem Weggang 2007 als Spielertrainerin wirkte.
1993 wurde der Verein für seine engagierte Jugendarbeit von der Dresdner Bank mit dem Grünen Band und einer finanziellen Unterstützung in Höhe von 10.000 DM belohnt. Verantwortlich für die Nachwuchsarbeit war damals die koreanische Weltklassespielerin An Hae Sook.
Ab 2002 war bis zur Saison 2005/06 der damalige Hauptsponsor Müllermilch der Namensgeber des Vereins. Wegen des Fehlens eines neuen Hauptsponsors zog der Verein am Ende der Saison 2006/07 seine Damenmannschaft in die 2. Bundesliga zurück, konnte aber zuvor mit einem Sieg im letzten Erstliga-Spiel erneut die Deutsche Meisterschaft nach Langweid holen und gleichzeitig die Führung in der ewigen Bundesliga-Tabelle übernehmen. Am Ende der Saison 2011/2012 zog der Verein die Damenmannschaft in die Regionalliga zurück. 2013 gelang der Aufstieg in die 2. Bundesliga Süd.

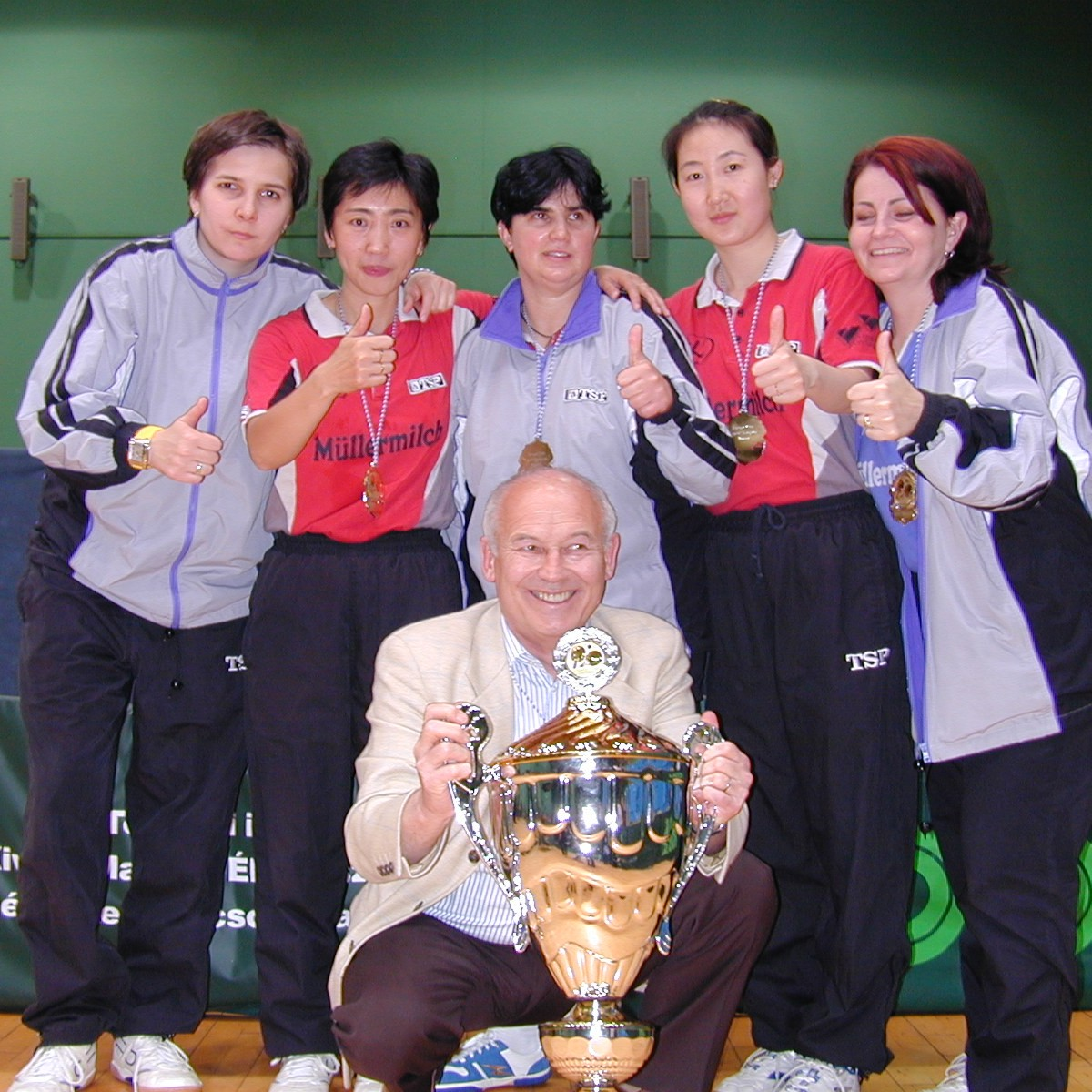
Gewinn des Europapokals der Landesmeister 2005, Von links nach rechts: Andrea Bakula, Yunli Schreiner, Csilla Bátorfi, Lin Xu und Olga Nemes

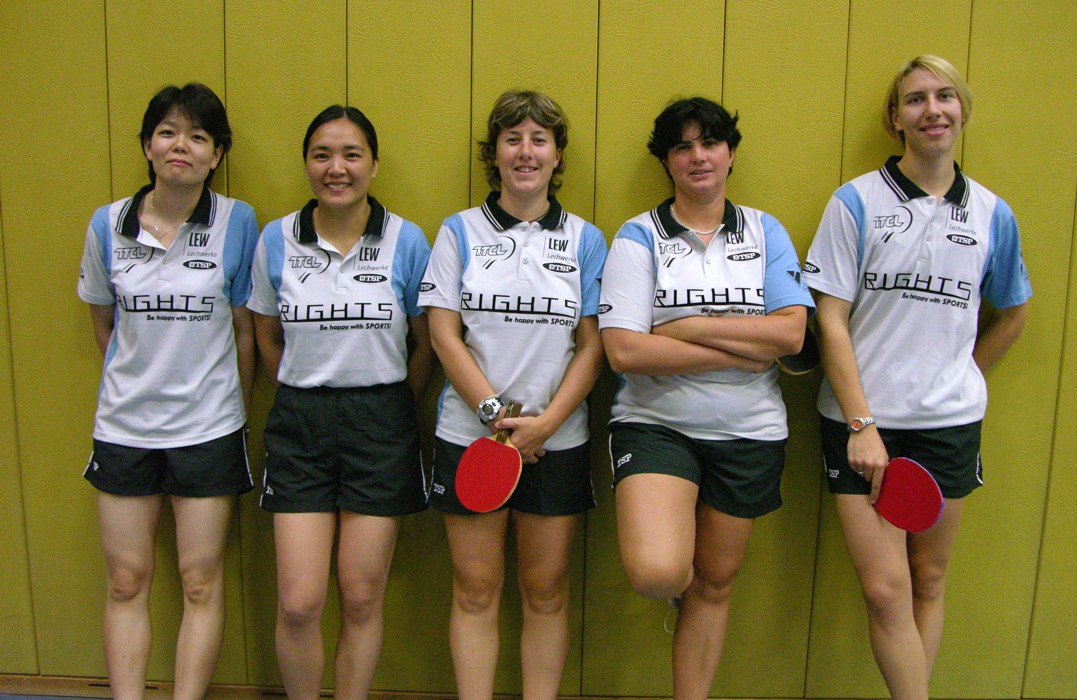
TTC Langweid 2006. V. l. n. r. Aya Umemura, Ding Yaping, Krisztina Tóth, Csilla Bátorfi und Katharina Schneider

## Erfolge
- Deutscher Meister: 1996, 1999, 2000, 2001, 2003, 2004, 2006, 2007
  - 1996: Jie Schöpp, Csilla Bátorfi, Christina Fischer, Sylvia Pranjkovic
  - 1999: Csilla Bátorfi, Yunli Schreiner, Marie Svensson, Lisa Lomas, Cornelia Böttcher, Katrin Meyerhöfer, Michaela Berger, Li Ju[9]
  - 2000: Wang Chen, Csilla Bátorfi, Qiao Yunping, Yunli Schreiner, Marie Svensson, Katrin Meyerhöfer, Cornelia Böttcher
  - 2001: Csilla Bátorfi, Yunli Schreiner, Marie Svensson, Yuka Nishii, Katrin Meyerhöfer
  - 2003: Csilla Bátorfi, Yunli Schreiner, Mihaela Steff, Xu Lin, Jessica Göbel
  - 2004: Csilla Bátorfi, Yunli Schreiner, Mihaela Steff, Xu Lin, Andrea Bakula
  - 2006: Aya Umemura, Ding Yaping, Csilla Bátorfi, Yunli Schreiner, Xu Lin
  - 2007: Aya Umemura, Ding Yaping, Krisztina Tóth, Csilla Bátorfi, Katharina Schneider

- Europapokal der Landesmeister: 1997, 2004, 2005
  - 1997: Csilla Bátorfi, Lisa Lomas, Christina Fischer
  - 2005: Andrea Bakula, Yunli Schreiner, Csilla Bátorfi, Xu Lin, Olga Nemes

- ETTU-Pokalsieger: 1995, 1996, 1999
  - 1995: Jie Schöpp, Csilla Bátorfi, Christina Fischer, Sylvia Pranjkovic
  - 1996: Jie Schöpp, Csilla Bátorfi, Christina Fischer
  - 1999: Csilla Bátorfi, Yunli Schreiner, Marie Svensson

- Deutscher Jugendmeister: 1996: Daniela Maneth, Nicole Steiner, Eva Elstner, Astrid Merkle, Monika Reichert

- Aufstieg in die 1. BL 1988 (Karin Klaiber, Petra Thoma, Gudrun Frühbeisser, Ute Michl, Hedwig Biller, Marion Koch, Monika Thoma, Annette Hohenbichler)